# N-バス

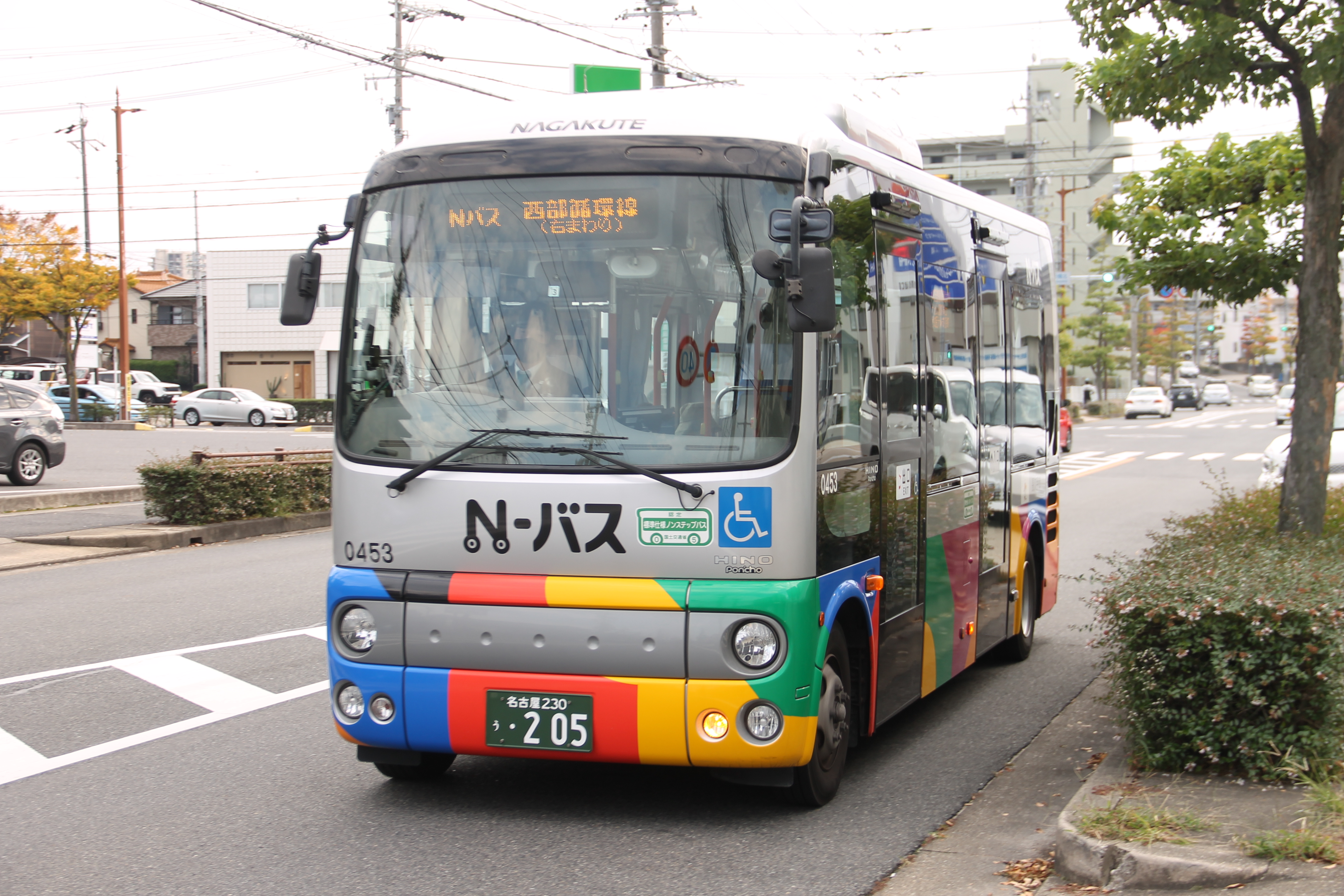
N-バスの専用車両

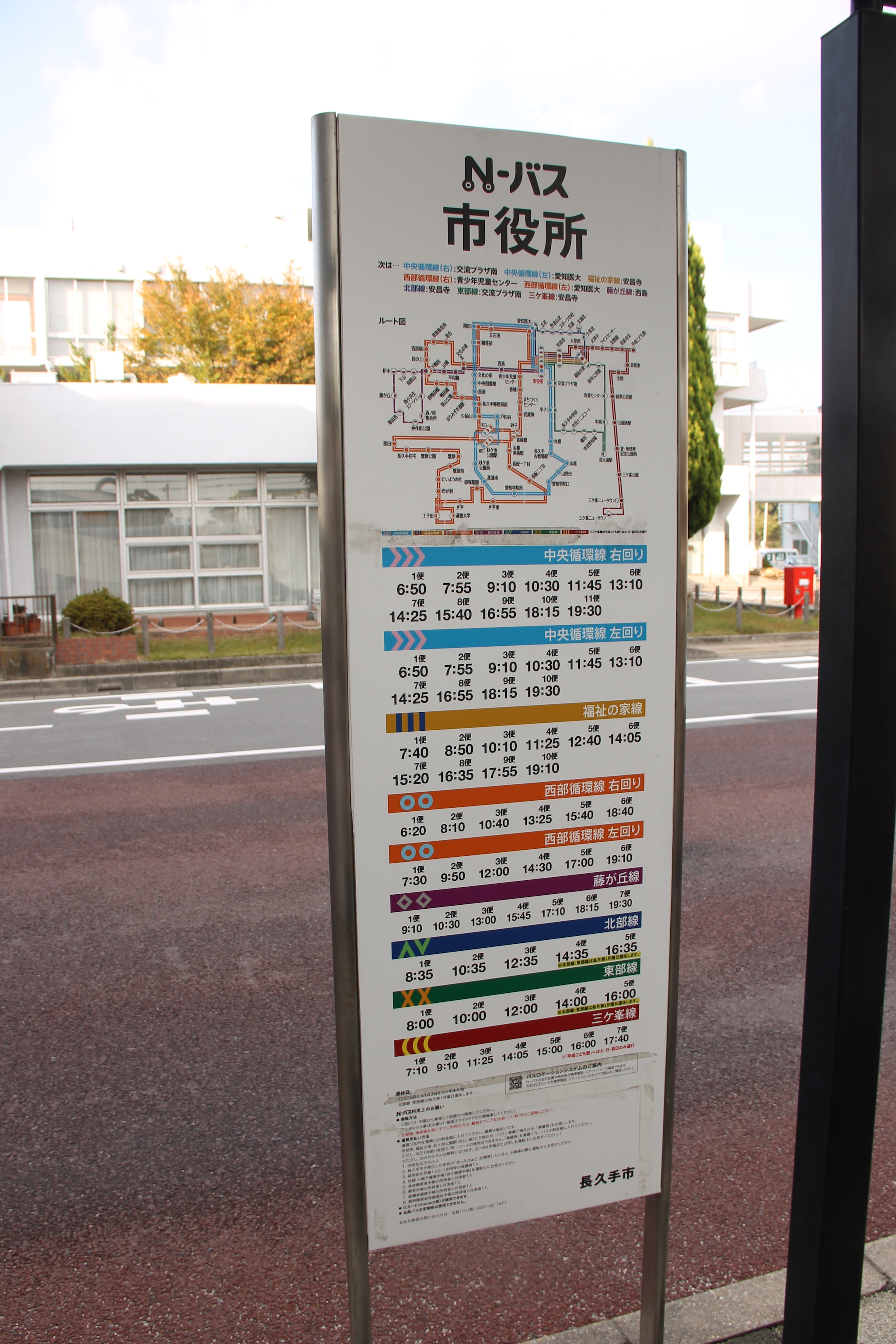
N-バスの市役所バス停

N-バス（えぬバス）は、愛知県長久手市が運行するコミュニティバスの愛称である。正式名称は長久手市循環バス（ながくてしじゅんかんバス）。全路線の運行を長久手市内に所在する名鉄バス名古屋営業所に委託している。

## 概要
1998年（平成10年）7月運行開始。2005年（平成17年）のリニモ開業に伴い、リニモ各駅に停留所を設置して市内の各地域とリニモの駅を結ぶようになる。
年末年始（12月31日 - 1月3日）を除き、毎日運行する。

## 沿革
- 1998年（平成10年）7月 - 運行開始。A～Dの4ルート。
- 1999年（平成11年）
  - 4月1日 - 月曜日運休を、毎日運行（年末年始を除く）に変更。
  - 10月1日 - 運行ルートをA～Gの7ルートに拡大。
- 2002年（平成14年）12月16日 - 運行ルートをA～Hの8ルートに拡大。
- 2005年（平成17年）
  - 3月6日 - リニモ開業に伴いルートを変更。リニモ各駅にバス停を設置。
  - 3月25日 - 愛・地球博が開催（9月25日まで）、N-バスも会場までの交通アクセスを担う。
- 2007年（平成19年）5月18日 - 長久手発砲立てこもり事件発生による交通規制により、3ルートが終日運休となる。
- 2009年（平成21年）
  - 4月1日 - 朝夕の通勤・通学時間帯に、リニモ各駅と各地域を結ぶ、N-バス朝夕便を4ルート新設。
  - 9月1日 - 昼間帯のルート及びダイヤを一新。A～Hルートという名称を廃止し、地域名を含んだルート名称へ変更した。運行ルートは8ルートのまま。
- 2011年（平成23年）4月1日 - 朝夕便を昼間便に統合。乗降方式を変更。ICカード「manaca」の利用開始。
- 2014年（平成26年）3月1日 - バスロケーションシステムを導入[1]。
- 2016年（平成28年）4月1日 - N-バスの路線見直しを実施。南部線と西部線を統合して西部循環線とする。従来は片方向運行だった旧西部線区間を双方向運行化。東部線を北部線と東部線の2ルートとし、東部線と北部線に8人乗りのワンボックスカー（トヨタ・ハイエース）を導入。毎月第1月曜日を運休日とし、北部線を試行的に延長して北浦北地区へ運行[2]。
- 2017年（平成29年）
  - 10月1日 - 公園西駅周辺土地区画整理事業により、従来はグリーンロード高架下にあった「公園西駅」停留所を新設された駅前広場に移動する[注釈 1][3]。これに伴い、三ケ峯線のダイヤ改正を実施[4]。
  - 12月29・30日 - 初の年末試行運転を実施[5]。
- 2019年（平成31年）
  - 3月12日 - Google マップ上での乗継検索に対応[6]。
  - 4月1日 - 市内の交通事情に合わせたダイヤ改正を実施[7]。
- 2021年（令和3年）
  - 4月 - 大幅な路線再編を実施[8]。この再編によりワンボックスカー（トヨタ・ハイエース）での運行を終了。

## 現行路線
2021年4月1日からは、以下の5路線8コースで運行している。いずれも市役所を発車して市役所に戻ってくる循環路線で、全便が福祉の家を経由する。
- 中央線(右回り・左回り)
平日は右回り7本、左回り6本、土・休日は右回り5本、左回り4本が運行される。
市南西部から中心部へのアクセス路線として利用されているほか、長久手古戦場駅・杁ヶ池公園駅から愛知淑徳大学への通学手段としても利用される。
片平東～愛知学院口間で日進市を走行するが、停留所は設置されていない。
  - 主な経由地
長久手古戦場駅、名都美術館、淑徳大学、杁ヶ池公園駅、文化の家、愛知医大

- 西部線(右回り・左回り)
平日は右回り6本、左回り7本、土・休日は右回り4本、左回り5本が運行される。
中央線と同様、愛知学院西～愛知学院口で日進市を走行するが、停留所は設置されていない。
  - 主な経由地
長久手古戦場駅、長久手住宅、杁ヶ池公園駅、はなみずき通駅、文化の家、愛知医大

- 藤が丘線
平日、土・休日ともに同時刻で5本運行される。循環部分は左回りの一方向運行である。
枦木～塚田西間で名古屋市名東区を走行し、藤が丘駅東側のバス通り上に「藤が丘」停留所が設置されている。
この路線のみ唯一、安昌寺～福祉の家間で「大草西」停留所[注釈 2]を経由する。
  - 主な経由地
文化の家、藤が丘

- 東部線(右回り・左回り)
平日は両回りとも3本、土・休日は右回り2本、左回り3本が運行される。1周の所要時間は5路線の中で最も短い。
土・休日は福井にある平成こども塾に乗り入れる。
  - 主な経由地
ライスセンター、平成こども塾、芸大通駅、長久手中学校

- 三ケ峯線
平日は5本、土・休日は4本が運行される。市南東部の三ケ峯ニュータウンとの往復運行だが、ニュータウンを跨いで乗り通しが可能なほか、帰りは市北部の立花・愛知医大を経由して運行する。
三ケ峯ニュータウン内は乗用車同士でも離合が難しい狭隘路を通過する。
  - 主な経由地
公園西駅

## 運賃・乗車券類
1乗車100円均一で、中乗り前降りの運賃後払い。2011年3月31日までは前乗り中降りの運賃先払い方式であった。 
2009年9月1日より「市役所」「福祉の家」「杁ヶ池公園駅（北口・南口）」の3か所でN-バスの他路線に乗り換える場合、無料乗継券が発行されるようになった。現在は「長久手古戦場駅」でも発行される。同路線での使用はできない。
運賃支払いには、現金のほか交通系ICカード「manaca・TOICA」および交通系ICカード全国相互利用サービス対応カードが利用可能。ただし乗継券以外での無料乗り継ぎはできず、マイレージポイントは付与されない。
また、1ヶ月1,500円で全路線乗り放題となるフリーパス券や100円券11枚つづり1,000円の回数券が発売されている。
過去には通勤通学者向けに「朝夕便」限定の定期券（1か月）があり、一般2,000円、学生1,000円で発売されていた。

## 運賃無料対象者
- 中学生以下の子供[9]
- 就学前の子供1人に同行する保護者1人（合計2人）
- 妊娠中の女性（母子健康手帳が必要）
- 身体障害者手帳・療育手帳・被爆者健康手帳・精神障害者保健福祉手帳所持者および、手帳所持者と同行する1人（合計2人）

なお、市が65歳以上および12歳以上で各種障害者手帳を所持している住民に発行している「赤あったかあど」を提示することで無料で乗車できるサービスは、収支率の改善を目的として廃止となっている。

## 車両
車両は専用カラーの小型ノンステップバス、日野・ポンチョ（2ドアロングボディ）を使用する。車両点検などで専用車両が使用できない場合は、名鉄バスの中型車（エアロミディMK・レインボー・エルガミオ）または小型車（ポンチョ）が「N-バス」のステッカーを貼付して代走する。
銀色ベースにカラフルな色彩が施された専用カラーは運行開始時に採用されたもので、現行車両も同じカラーリングを引き継いでいる。
2023年には中国・BYD社製の小型電気バス・J6を導入した。
過去の車両

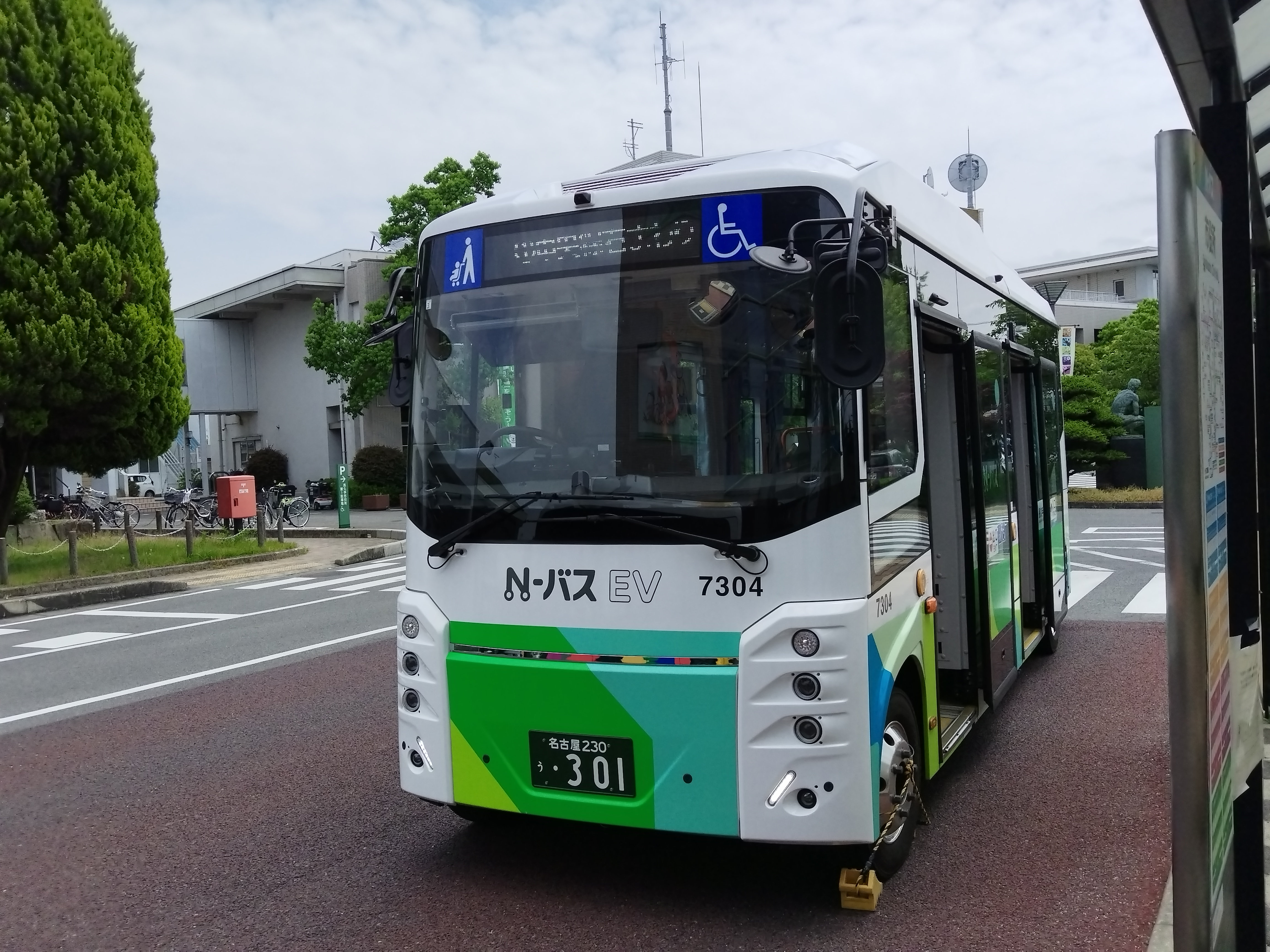
2023年に導入されたBYD・J6

- トヨタ・ハイエース - 2016年導入、2021年まで使用された。
- 日野・リエッセ - 運行開始時に導入。愛・地球博の会場アクセスも担った。